# SAVAK

Logo der Organisation für Informationen und Sicherheit des Landes

Der SAVAK (persisch ساواک, DMG sāvāk, eine Abkürzung der persischen Schreibung von „Sazman-e ettela'at va amniyat-e keschvar“, سازمان اطلاعات و امنیت کشور, DMG sāzmān-e eṭṭelāʿāt wa amnīyat-e kešvar, ‚Organisation für Informationen und Sicherheit des Landes‘) war von 1957 bis 1979 die Bezeichnung für den iranischen Geheimdienst. Nachfolgeorganisation ist seit 1984 der VEVAK (heute Ministerium für Nachrichtenwesen, VAJA).

## Geschichte

### Vorgeschichte
Die erste Politische Polizei in Iran wurde von Premierminister Mohammad Mossadegh errichtet. Am 11. November 1952 unterrichtete Mossadegh das iranische Parlament per Brief, dass in Iran seit einiger Zeit eine politische Polizei mit dem Namen Amniat Edschtemai (persisch امنیت اجتماعی, DMG amnīyat-e eǧtemāʿī; „Gesellschaftsschutz“) operiere. Die Amniat Edschtemai sollte vor allem politische Unruhen und illegale Streiks verhindern. Mossadegh führt in seinem Brief an das Parlament drei Begründungen für den Aufbau einer politischen Polizei an:
1. Die Unschuldsvermutung verhafteter politischer Gegner, die auf Kaution freikommen können, ist ein Fehler in der gesetzlichen Regelung und muss aufgehoben werden.
2. Fundamentale Reformen erzeugen immer Gegnerschaft. Um diese Reformen durchführen zu können, müssen die Reformgegner eliminiert werden.
3. Gegner der Regierung müssen mit Gewalt gestoppt werden, um Gefahren für die öffentliche Sicherheit abzuwenden. Sie müssen auf der Stelle bestraft werden, um weitere Komplotte zu verhindern.

Für die Amniat Edschtemai wurden eigene Gefängnisse eingerichtet, in denen Verhaftete nach einem gerichtlichen Schnellverfahren abgeurteilt wurden. Anwälte, die die Angeklagten rechtlich vertreten, waren nicht erlaubt.

### Gründung und Direktoren
Bis zur Gründung des Amniat Edschtemai gab es in Iran lediglich einen militärischen Geheimdienst (G2), der, so die Vorstellung von britischen und amerikanischen Geheimdienstexperten nach dem Sturz Mossadeghs, durch einen zivilen Nachrichtendienst ergänzt werden sollte. Als Vorbild für den Aufbau des SAVAK diente der Geheimdienst der Türkei, bei dem Inlands- und Auslandsgeheimdienst in einer einzigen Behörde vereint waren. Nach dem ursprünglichen Konzept sollte der SAVAK Informationen sammeln und Berichte zur politischen Entscheidungsfindung erstellen. Das Gesetz zur Gründung des SAVAK wurde am 20. Januar 1957 vom Senat und am 20. März 1957 vom Parlament verabschiedet. Der SAVAK sollte dem Gesetzestext zufolge „die Interessen des Staates schützen und jede Verschwörung gegen das öffentliche Interesse verhindern“. Der Aufbau des Geheimdienstes geschah mit maßgeblicher Hilfe der US-amerikanischen CIA und des israelischen Mossad.
Der erste Direktor des Dienstes war General Teymur Bachtiar. Bachtiar wurde nach dem Sturz Mossadeghs Kommandeur der königlichen Garde und Militärgouverneur von Teheran. Als Militärgouverneur hatte er in den letzten drei Jahren die kommunistische Tudeh-Partei nahezu zerschlagen und sich damit als Leiter des neu zu schaffenden SAVAK empfohlen. Als Direktor des SAVAK stellte Bachtiar zahlreiche ihm ergebene Offiziere als Mitarbeiter ein, die die Geheimdienstarbeit weniger durch eine explizite Ausbildung, sondern mehr durch „training on the job“ erlernt hatten. Bald entwickelte sich der Geheimdienst unter der Führung Bachtiars zu einem Staat im Staate und zu einem persönlichen Machtinstrument von Teymour Bachtiar. Waren die Agenten des SAVAK erst einmal überall installiert, war Teymour Bachtiar der heimliche Herrscher des Landes. 1961 wurde Teymour Bachtiar wegen Vorbereitung eines Staatsstreiches entlassen und 1962 des Landes verwiesen. Am 11. August 1970 kam Bachtiar im Irak unter mysteriösen Umständen ums Leben. Er wurde, wie Gérard de Villiers schreibt, durch ein Werkzeug hingerichtet, das er selber geschaffen hatte.
Nachfolger von Bachtiar wurde sein Stellvertreter Hassan Pakravan. Eine seiner ersten Entscheidungen war es, bei Verhören jede Art von Folter zu unterlassen. Darüber hinaus änderte Pakravan die Arbeitsweise des SAVAK vollständig. Es war Pakravan, der es erreichte, dass Chomeini 1964 nach seiner Verhaftung und Verurteilung im Zusammenhang mit den gewalttätigen Juni-Demonstrationen 1963 nicht exekutiert wurde, sondern 1964 aus dem Gefängnis freigelassen ins Exil in die Türkei und später in den Irak abgeschoben wurde. Am 22. Januar 1965, wenige Tage vor dem Jahrestag der Weißen Revolution, dem Reformprogramm von Mohammad Reza Schah, das 1963 zu den von der Geistlichkeit organisierten gewalttätigen Demonstrationen geführt hatte, wurde auf Premierminister Hassan Ali Mansour von einem Mitglied der Fedajin-e Islam geschossen. Mansour verstarb am 27. Januar 1965 an den Folgen des Attentats. Nach der Ermordung Premierminister Mansours war klar geworden, dass die Vorstellung Hassan Pakravans, den SAVAK nach den Grundsätzen liberaler Rechtsstaatlichkeit zu führen, gescheitert war. General Nematollah Nassiri wurde neuer Chef des SAVAK. Die Ablösung Pakravans, so de Villiers, „bedeutete die Ablösung eines gebildeten Intellektuellen durch einen Mann mit Schneid.“ General Nassiri machte dann aus dem SAVAK die Organisation der Unterdrückung, wie sie in vielen Berichten der Opposition beschrieben wurde.
Am 6. Juni 1978, nach 13 Jahren an der Spitze des SAVAK, wurde Nassiri vom Schah durch Nasser Moghadam ersetzt. Nassiri galt während seiner Amtszeit als meistgehasster Mann Irans, dem ein Hang zu Grausamkeit und Sadismus nachgesagt wurde. Im Zuge der Islamischen Revolution wurde er am 16. Februar 1979 als einer der ersten SAVAK-Angehörigen hingerichtet.

### Liste der Direktoren
- Teymur Bachtiar (1957–1961)
- Hassan Pakravan (1961–1965)
- Nematollah Nassiri (1965–1978)
- Nasser Moghadam (1978–1979)

## Arbeitsweise
Formal war der Direktor des SAVAK dem Premierminister unterstellt. Faktisch erhielt der Premierminister aber nur ausgewählte Informationen. Zweimal in der Woche empfing der Schah den Direktor des SAVAK und hörte sich dessen Bericht an.
Meist wird der SAVAK mit dem dritten Büro, der Inlandsaufklärung, gleichgesetzt. Dieses Büro war es, das für die Überwachung der Opposition und hier vor allem der kommunistischen Bewegungen zuständig war, und das Bild des SAVAK vor allem in den letzten Jahren seines Bestehens unter der Leitung von Parviz Sabeti im Inland und Ausland prägen sollte. Die Erfolge der Auslandsaufklärung und der Gegenspionage, die General Ahmad Mogharebi als Topspion der Sowjetunion enttarnte, gerieten dabei vollkommen in Vergessenheit.

### Überwachung
Die Inlandsaufklärung des SAVAK infiltrierte nahezu alle Oppositionsgruppen in Iran, von der von Mossadegh mitbegründeten Nationalen Front bis zur kommunistischen Tudeh-Partei, von den muslimischen Volksmudschahedin bis zu den Fedajin-e Islam, die den schiitischen Geistlichen um Ajatollah Ruhollah Chomeini nahestanden. Kleinere Gruppierungen, wie die maoistische Union der Iranischen Kommunisten (Sarbedaran), oder größere Gruppierungen, wie die dem bewaffneten Kampf verpflichteten Terrorgruppen der Organisation der Volksfedajin-Guerilla Iran, der Volksfedajin-Guerilla Iran oder der Union der Volksfedajin Iran standen unter ständiger Beobachtung. Tausende dieser vor allem linken, islamistischen oder marxistisch-islamistischen Regimekritiker wurden verhaftet, verhört, gefoltert und, wenn sie in Terroraktivitäten verwickelt waren, auch hingerichtet. Amnesty International schätzte 1977 die Zahl der aus politischen Gründen Inhaftierten in Iran auf einige Tausend. Andere Quellen aus der Opposition sprachen von 25.000 bis 100.000 politischen Gefangenen. Diese Anzahl wurde allerdings nicht von unabhängigen Organisationen bestätigt.

### Prozesse
Die Prozesse waren Militärtribunale, nach dem Paragraphen für Landesverrat aus dem Jahre 1931, in denen die Erkenntnisse des Geheimdienstes oder unter Folter erzwungene Geständnisse als unumstößliche Beweise galten. Der Angeklagte hatte kein Recht auf einen selbst gewählten Anwalt. Die Verteidigung des Angeklagten oblag dem Militär. Der Schah konnte im Zeitraum von 6 Tagen einer Berufung zustimmen. Wurde die Berufung abgelehnt, wurde die Todesstrafe innerhalb von 48 Stunden durch Erschießen vollzogen.
Einen Ausschnitt einer Verhandlung zeigt eine Videoaufnahme des angeklagten Schriftstellers Khosrow Golsorkhi, die im staatlichen Fernsehen gezeigt wurde. Khosrow Golsorkhi wurde vorgeworfen, als Mitglied der Volksmudschahedin an der Planung der Entführung und Geiselnahme des Schahs, der Königin und des Kronprinzen beteiligt zu sein.

### Zensur
Neben der direkten Überwachung der politischen Opposition gegen den Schah war der SAVAK zunächst auch für die Zensur der Medien und Literatur zuständig. Dafür wurde das Pressegesetz vom 30. Juli 1955 so ausgelegt, dass kritische Äußerungen gegen die Religion und die Monarchie per Gerichtsbeschluss untersagt werden konnten. Nach 1963 unterlag die Vorzensur dem neu geschaffenen Informationsministerium.

#### Bücher, Zeitungen
Die Zeitungen durften aktuelle Ereignisse nicht kommentieren und lediglich die offizielle Darstellung wortgetreu abdrucken. Verstöße bedeuteten für die Journalisten mitunter Gefängnis und Folter. Schriftsteller, die kritische oder politisch zweideutige Werke vorlegten, mussten ebenfalls mit einem Verbot rechnen. Bis 1970 hatte sich die iranische Presselandschaft auf 60 verschiedene Zeitungen reduziert, von denen der Schah nochmals 37 mit Hinweis auf zu geringe Auflage verbot. Dem Verlagswesen erging es ähnlich. Von 4.000 neuen Büchern im Jahr 1970 sank die Zahl der Neuerscheinungen bis 1975 auf 1.000. Der SAVAK zensierte Bücher erst dann, wenn die ganze Auflage fertiggestellt war. Wenn ein Buch ihr Mißfallen erregte, mussten alle Exemplare eingestampft werden, die Kosten hatte der Verleger zu tragen. Auf diese Weise wurden die meisten Verlage zugrunde gerichtet.

#### Film, Theater
Die vom SAVAK ausgeübte Zensur nahm teilweise skurrile Züge an. Ein Mitarbeiter des SAVAK hatte Aufführungen von Stücken von William Shakespeare untersagt, in denen es um die Ermordung von Königen ging. Das Verbot wurde allerdings umgehend wieder aufgehoben.

### Folter
Ryszard Kapuściński spricht von einer pathologischen Grausamkeit, die sich in sechshundert Jahren, seit Timur, nicht geändert habe. Kapuściński hatte seine Informationen nicht von gefolterten Gefangenen selbst, sondern nur von ehemaligen Gefangenen, die „davon gehört hätten“. Besonders grausame Foltermethoden des SAVAK waren angeblich, dem Gefangenen Stromschläge zu verabreichen, zerbrochenes Glas oder heißes Wasser in den Enddarm einführen, Gewichte an den Hoden anzubringen und die Extraktion von Zähnen und Nägeln. Der Spiegel schrieb im Januar 1979 „Zeugenaussagen von Betroffenen belegen die Vergewaltigung von Kindern in Gegenwart der Eltern, das Grillen von Opfern auf elektrisch erhitzten eisernen Bettgestellen, Einläufe von kochendem Wasser in den Anus, Ausreißen sämtlicher Finger- und Zehennägel sowie der Zähne. Der iranische Dichter Resa Baraheni berichtet in einem Buch über seine Gefängnis-Erfahrungen sogar von Kannibalismus.“
Parviz Sabeti bestritt die Vorwürfe in einem Interview mit der Washington Post und behauptete, dass der Schah mit einer Strafandrohung von sechs Jahren Gefängnis jegliche Folter untersagt hätte. Sabeti erklärte, dass vor 1970 niemand wegen politischer Opposition hingerichtet worden sei. Dies hätte sich erst ab dem Jahr 1971 geändert, indem in Iran bewaffnete Terroristen aktiv geworden seien. Der britische Journalist Martin Woollacott vom Guardian ist den Behauptungen von Oppositionsgruppen über massenhafte Folterungen und brutale Übergriffe des SAVAK nachgegangen, konnte sie aber nicht bestätigen.

### Bekannte Häftlinge
- Ruhollah Chomeini, nach seiner Verhaftung und Verurteilung im Zusammenhang mit den gewalttätigen Juni-Demonstrationen von 1963 aus dem Gefängnis freigelassen und ins Exil in die Türkei und später in den Irak abgeschoben. In der Haft gab Chomeini Geheimdienstchef Hassan Pakravan angeblich das Versprechen, sich in Zukunft aus der Politik herauszuhalten.[31] Chomeini wurde nach der Islamischen Revolution Oberster Rechtsgelehrter.
- Homa Darabi, ab 1958 Mitglied der Paniranistischen Partei.
- Ashraf Dehghani, bis 1979 Mitglied der Organisation der Volksfedajin-Guerilla Iran (OIPFG), Gründungsmitglied der Volksfedajin-Guerilla Iran (IPFG), die im Gefängnis Folter ausgesetzt gewesen war und 1973 nach zweijähriger Haft die Flucht ins Exil gelang. Darüber veröffentlichte sie 1983 das Buch Folter und Widerstand im Iran.
- Ali Akbar Hāschemi Rafsandschāni, ein Schüler Ruhollah Chomeinis, mehrmals im Gefängnis, an der Ermordung von Premierminister Hassan Ali Mansour am 22. Januar 1965 beteiligt,[32] wurde nach der Islamischen Revolution Präsident der Islamischen Republik und Vorsitzender des Wächterrates.
- Ajatollah Saidi, Seminar-Leiter in an der Islamisch-Theologischen Hochschule von Ghom in Qom, stirbt im April 1970 nach Folterung.[33]

### Auslandseinsatz in Deutschland
Ab Mitte 1964 hatte der SAVAK sein Zentralbüro für Europa in Köln in der Bonner Straße 180 (Militärabteilung der iranischen Botschaft), einem siebenstöckigen Apartmenthaus, eingerichtet. Leiter des Auslandbüros war General Alavi Kia. Die Hauptaufgabe bestand darin, oppositionelle Studenten – insbesondere Anhänger des Kommunismus und der iranischen Tudeh-Partei – „auf[zu]spüren und auszuschalten“.
Bei der Demonstration am 2. Juni 1967 in West-Berlin gegen Schah Mohammad Reza Pahlavi prügelten vom SAVAK angeheuerte Iraner mit Holzlatten auf Umstehende ein. In deutschen Medien war danach von Jubelpersern bzw. Prügelpersern die Rede. General Hassan Alavi Kia, der für den Einsatz des SAVAK in Berlin verantwortlich war, wurde nach diesen Vorfällen umgehend entlassen.
Ab 1972 wurden die ca. 2.000 Linken unter den 15.000 in der Bundesrepublik lebenden Iranern überwacht, vorwiegend Studenten, die in der 1960 gegründeten und 1971 in Iran verbotenen „Conföderation Iranischer Studenten – National Union“ (CISNU), einer Art Volksfront der Schahgegner, zusammengeschlossen waren.

### Auslandseinsatz in Österreich
Am Abend des 20. Januar 1969 fand in der Wiener Innenstadt aus Anlass der Einreise von Schah Mohammad Reza Pahlavi eine zum Großteil von Studenten getragene, nicht angemeldete Demonstration statt. Der ca. 800 Personen umfassende Demonstrationszug, der das dem Gast als Residenz dienende Hotel zum Ziel hatte, wurde von Wiener Sicherheitskräften gestoppt, nachdem es zuvor wiederholt zu Schlägereien gekommen und ein Pkw, in dem angeblich Leute vom persischen Geheimdienst gesessen haben sollen, angegriffen worden war.
Im Zusammenhang mit der zwei Tage später sich unangemeldet formierenden Kundgebung gegen den Terror des persischen Geheimdienstes in Wien wurde bekannt, dass bei der vorangegangenen Demonstration ein Iraner, angeblich SAVAK-Agent, mit seinem ein deutsches Zollkennzeichen führenden Pkw auf der Opernkreuzung in die Demonstranten hineingefahren sei, worauf Betroffene das Fahrzeug umkippten. Als am nächsten Tag vor der Universität Wien zwei iranische Studenten Flugblätter verteilten, wurden sie von drei nicht identifizierten Iranern weggeschleppt und mit Stahlketten niedergeschlagen. Am selben Tag wurde ein iranischer Student vor dem Neuen Institutsgebäude von mehreren Landsleuten in einen Wagen gezerrt, dort bewusstlos geschlagen und später aus dem fahrenden Auto geworfen. Der Obmann der persischen Studenten in Wien wurde (ebenfalls) mit einer Stahlstange geschlagen.
Die Österreichische Hochschülerschaft kritisierte die Exekutive, die mutmaßlich gegen die Tätigkeit des iranischen Geheimdienstes „Savak“ in Österreich keine Gegenmaßnahmen ergriffen habe, und verlangte vom Bundesminister für Inneres, Franz Soronics, die Klärung der Ausschreitungen sowie gerichtliche Schritte. – Bereits Tage später wurde von Seiten des Innenministeriums sowie vom Bundesminister in einer Pressekonferenz in Abrede gestellt, dass es in Österreich Savak-Agenten gebe.

## Organisation

### Gliederung
Der SAVAK bestand aus neun Hauptbüros:
- Hauptbüro I: Kader, Lehrgänge, Zeremonie, Korrespondenz und Sekretariat
- Hauptbüro II: Auslandsaufklärung, Kommunismus, Afghanistan, Irak und Jemen
- Hauptbüro III: Inlandsaufklärung, Tudeh Partei, Nationale Front, Studenten im Ausland (→ siehe Parviz Sabeti)
- Hauptbüro IV: Eigensicherung
- Hauptbüro V: Technikabteilung
- Hauptbüro VI: Verwaltung
- Hauptbüro VII: Bündnispolitik und Austausch mit anderen Geheimdiensten. Dabei waren Verbindungsoffiziere von den Ländern: Bundesrepublik Deutschland, Frankreich, Großbritannien, Israel, Italien, Jordanien, Pakistan, Saudi-Arabien, Türkei und USA dauerhaft in Teheran.
- Hauptbüro VIII: Gegenspionage
- Hauptbüro IX: Archiv, Passabteilung

### Finanzmittel
Für das Haushaltsjahr 1972/73 wurde das Budget des SAVAK mit 255 Millionen Dollar, für das folgende Haushaltsjahr mit 310 Millionen Dollar angegeben.

### Mitarbeiter
Der Schah gab bei einem Interview am 4. Februar 1974 an, die Zahl der Mitarbeiter des SAVAK nicht zu kennen, schätzte jedoch weniger als 2.000 Agenten. Angesprochen, ob er wisse, dass in seinem Land gefoltert werde, antwortete er mit: Nein. Zeitungsberichte, die über Folter berichteten, bezeichnete er als Lügen. Nach Newsweek vom 14. Oktober 1974 arbeiteten
zwischen 30.000 bis 60.000 Personen ständig für den SAVAK, aber sie bilden nur das Gerüst für einen weit größeren Apparat. Nicht weniger als drei Millionen Iraner sind gelegentliche Informanten des SAVAK, in Hotels, Taxis, Schulen, Botschaften, Betrieben und Ämtern, bei Ärzten, selbst in Schlafsälen und Automatenrestaurants, wo die iranischen Studenten leben und essen.
In einem 1980 von David Frost in Panama geführten Interview gab der Schah die Zahl der festangestellten Mitarbeiter im Jahr 1978 mit 4.000 an. Nach der Revolution kursierten Flugblätter, denen zu entnehmen war, dass der SAVAK 15.000 offizielle und ein Vielfaches an inoffiziellen Mitarbeitern hatte. Nach Andrew S. Cooper hatte der SAVAK höchstens 5.000 Mitarbeiter. Die vorhandene Technik erlaubte es, höchstens 50 Gespräche gleichzeitig aufzuzeichnen.

## Die Islamische Revolution
Im Vorjahr der Islamischen Revolution (1978) bekämpfte der SAVAK die Führungsspitze der Kleriker. Nahezu alle bekannten Geistlichen im Umfeld Chomeinis wurden inhaftiert. Äußerungen des SAVAK wie die Schmähung Chomeinis im Januar 1978 und der Rat an den Schah, Chomeini aus dem Irak ausweisen zu lassen, haben letztlich die Revolution beschleunigt. Das straffe, vom SAVAK relativ unbehelligt gebliebene Organisationsnetz des Klerus erwies sich in der Revolutionsvorbereitung als ein Instrument das ausgezeichnet funktionierte und die gelobte Effektivität des SAVAK eindeutig deklassierte.
Als der Schah das Land verließ und Ajatollah Chomeini die politische Macht übernahm, wendete sich das Blatt gegen den SAVAK. Mitarbeiter, die nicht rechtzeitig die Fronten wechselten, wurden nun Ziel von Inhaftierungen oder Hinrichtungen. 23 Generäle und 30 Offiziere wurden sofort hingerichtet, 80 Prozent der ersten zweihundert Exekutierten gehörten dem Militär oder SAVAK an.
Mit dem Machtantritt Chomeinis wurde der SAVAK aufgelöst und durch den neuen Geheim- und Nachrichtendienst VEVAK ersetzt. Dieser wurde mit Hilfe der Angehörigen der Vorgängerorganisation aufgebaut. Als erster Direktor fungierte General Hussein Fardust, ein Schulfreund des Schahs, der vom Revolutionsrat angeworben wurde und 1985 aufgrund seiner Verbindungen zu Moskau entlassen wurde.
Die Behandlung der Gefangenen verschlechterte sich nach der islamischen Revolution dramatisch. Ervand Abrahamian schreibt, dass vier Monate Gefangenschaft unter Chomeini vergleichbar waren wie vier Jahre unter dem Schah. Ein anderer Gefangener meinte, ein Tag unter Chomeini entsprächen 10 Jahre Gefängnis unter dem Schah. In den Berichten von Gefangenen unter dem Schah war von „Langeweile“ und „Monotonie“ die Rede. Jetzt redeten die Gefangenen über „Angst“, „Tod“, „Terror“, „Horror“ und „Alpträume“.

## Anzahl der Opfer
Die Zahl der Gefangenen und Opfer des SAVAK variiert je nach Quelle extrem. Oltmanns berichtet von 100.000 Gefangenen in den 1970er Jahren sowie für das Jahr 1972 von 300 Hinrichtungen. Die Zahl 100.000 Gefangene stammt aus einem Bericht von Amnesty International, der sich auf statistische Angaben von Oppositionsgruppen und Presseberichte stützte, die auf Angaben Abolhassan Banisadr und anderen Anti-Schah-Propagandisten beruhten. Eine Untersuchung der Situation der Gefangenen wurde im Jahr 1977 auf Einladung von Schah Mohammad Reza Pahlavi durch das Internationale Komitee vom Roten Kreuz durchgeführt. In dem im Juni 1977 erschienenen Untersuchungsbericht wurde die Zahl der politischen Gefangenen mit 3.087 angegeben, 700 weniger als im Jahr 1975. Die Angaben des roten Kreuzes wurden in einem CIA-Bericht zur Lage der Menschenrechte in Iran bestätigt: „Die Menschenrechtssituation im Iran hat sich verbessert. Politische Oppositionelle werden nur verhaftet, wenn sie den gewaltsamen Umsturz des Regimes propagieren oder an terroristischen Aktivitäten beteiligt sind. …“
Chomeini sprach während der Revolution von 60.000 Toten, die das Regime des Schahs zu verantworten habe. Mostafa Fateh, ein Mitglied der Tudeh-Partei, sprach von 18.000 Toten. Abrahamian berichtet von 7.500 politischen Gefangenen in den 1970er Jahren. Ende der 1990er Jahre untersuchte Emad al-Din Baghi im Auftrag der Zeitschrift der iranischen „Märtyrer-Stiftung“ (Bonyad Shahid va Omur-e Janbazan) und auf der Grundlage der von der Stiftung nach der Islamischen Revolution gesammelten Daten die Zahl der Opfer des Schah-Regimes. Er kam dabei zu dem Ergebnis, dass zwischen 1963 und 1979 insgesamt 3.164 Iraner im Kampf gegen das Regime getötet worden seien, davon 2.781 in den revolutionären Unruhen 1977/78. Die Zahl der Opfer des marxistischen Guerillakampfes ab 1971 beziffert er dabei mit 341, von denen 171 im Kampf mit den Sicherheitskräften getötet, 91 hingerichtet, 15 „verschwunden“ und 42 unter der Folter gestorben seien.